# Чемпионат Афганистана по футболу 2015
Чемпионат Афганистана по футболу 2015 — четвертый сезон турнира среди профессиональный футбольных клубов Афганистана. В турнире участвуют 8 команд (по 1 из каждого региона).  Все матчи проводятся на стадионе Федерации футбола Афганистана в Кабуле. Сезон стартовал 27 августа групповым турниром. Клуб Шахин Асмайе не сумел защитить титул чемпиона Афганистана по футболу, хотя и вышел в финальный матч турнира. Победителем в первый раз в своей истории стал клуб Де Спингар Базан, представляющий восточный регион страны.

## Команды и их расположение
| Команда           | Расположение  |
| ----------------- | ------------- |
| Мавихай Аму       | Северо-Восток |
| Шахин Асмайе      | Кабул         |
| Оквабан Хиндукош  | Центр         |
| Де Абазин Сейп    | Юго-Восток    |
| Де Спингар Базан  | Восток        |
| Симург Альборз    | Север         |
| Туфан Харирод     | Запад         |
| Де Маиванд Аталан | Юго-Запад     |

## Групповой турнир

### Группа А
| Команда          | И | В | Н | П | Гз | Гп | Р  | О |
| ---------------- | - | - | - | - | -- | -- | -- | - |
| Де Спингар Базан | 3 | 2 | 1 | 0 | 7  | 3  | +4 | 7 |
| Мавихай Аму      | 3 | 1 | 1 | 1 | 3  | 3  | +0 | 4 |
| Оквабан Хиндукош | 3 | 1 | 1 | 1 | 2  | 3  | −1 | 4 |
| Де Абазин Сейп   | 3 | 0 | 1 | 2 | 2  | 5  | −3 | 1 |

| Оквабан Хиндукош | 1:1   | Де Абазин Сейп |
| ---------------- | ----- | -------------- |
|                  | Отчёт |                |

| Де Спингар Базан | 2:2   | Мавихай Аму |
| ---------------- | ----- | ----------- |
|                  | Отчёт |             |

| Оквабан Хиндукош | 1:0   | Мавихай Аму |
| ---------------- | ----- | ----------- |
|                  | Отчёт |             |

| Де Спингар Базан | 3:1   | Де Абазин Сейп |
| ---------------- | ----- | -------------- |
|                  | Отчёт |                |

| Оквабан Хиндукош | 0:2   | Де Спингар Базан |
| ---------------- | ----- | ---------------- |
|                  | Отчёт |                  |

| Мавихай Аму | 1:0   | Де Абазин Сейп |
| ----------- | ----- | -------------- |
|             | Отчёт |                |

### Группа Б
| Команда           | И | В | Н | П | Гз | Гп | Р  | О |
| ----------------- | - | - | - | - | -- | -- | -- | - |
| Шахин Асмайе      | 3 | 2 | 0 | 1 | 5  | 3  | +2 | 6 |
| Де Маиванд Аталан | 3 | 1 | 1 | 1 | 4  | 4  | +0 | 4 |
| Туфан Харирод     | 3 | 1 | 1 | 1 | 5  | 7  | −2 | 4 |
| Симург Альборз    | 3 | 1 | 0 | 2 | 6  | 6  | +2 | 3 |

| Шахин Асмайе | 1:3   | Симург Альборз |
| ------------ | ----- | -------------- |
|              | Отчёт |                |

| Туфан Харирод | 2:2   | Де Маиванд Аталан |
| ------------- | ----- | ----------------- |
|               | Отчёт |                   |

| Шахин Асмайе | 3:0   | Туфан Харирод |
| ------------ | ----- | ------------- |
|              | Отчёт |               |

| Де Маиванд Аталан | 2:1   | Симург Альборз |
| ----------------- | ----- | -------------- |
|                   | Отчёт |                |

| Шахин Асмайе | 1:0 | Де Маиванд Аталан |
| ------------ | --- | ----------------- |
|              |     |                   |

| Туфан Харирод | 3:2   | Симург Альборз |
| ------------- | ----- | -------------- |
|               | Отчёт |                |

## Полуфиналы
| Де Спингар Базан | 0:1   | Де Маиванд Аталан |
| ---------------- | ----- | ----------------- |
|                  | Отчёт |                   |

| Де Маиванд Аталан | 1:2 (доп. вр.) | Де Спингар Базан |
| ----------------- | -------------- | ---------------- |
|                   | Отчёт          |                  |
| Пенальти          |                |                  |
|                   | 2:4            |                  |

| Шахин Асмайе | 3:2   | Мавихай Аму |
| ------------ | ----- | ----------- |
|              | Отчёт |             |

| Мавихай Аму | 1:1   | Шахин Асмайе |
| ----------- | ----- | ------------ |
|             | Отчёт |              |

## Матч за третье место
| Мавихай Аму | 1:5   | Де Маиванд Аталан |
| ----------- | ----- | ----------------- |
|             | Отчёт |                   |

## Финал
| Шахин Асмайе | 0:0 (доп. вр.) | Де Спингар Базан |
| ------------ | -------------- | ---------------- |
|              | Отчёт          |                  |
| Пенальти     |                |                  |
|              | 3:4            |                  |

## Трансляции матчей
Все матчи Афганской Премьер лиги транслировались в прямом эфире двумя частными телеканалами Tolo TV и Lemar TV. Arman FM и Arakozia FM также транслировали матчи в прямом радиоэфире. Также матчи можно было посмотреть на официальном канале лиги в YouTube.

## Спонсоры
Рошан Телеком (Roshan Telecom) является титульным спонсором Афганской Премьер лиги, которая носит название Рошан Премьер лига Афганистана (Roshan Afghan Premier League). Официальными партнерами лиги также являются Международный банк Афганистана и Hummel International, поставляющая командам игровую форму.